# Miljenko Lapaine
Miljenko Lapaine (Zagreb, 4. travnja 1952.), hrvatski je matematičar, geodet i kartograf.

## Životopis
Osnovnu školu, matematičku gimnaziju i srednju glazbenu školu završio je u Zagrebu. Na Prirodoslovno-matematičkom fakultetu (PMF) Sveučilišta u Zagrebu, smjer teorijska matematika diplomirao je 1976. Poslijediplomski studij iz geodezije, smjer Kartografija, na Geodetskom fakultetu Sveučilišta u Zagrebu završio je 1991. obranom magistarskog rada "Suvremeni pristup kartografskim projekcijama". Doktorirao je na istom fakultetu 1996. disertacijom "Preslikavanja u teoriji kartografskih projekcija". Na Geodetskom fakultetu izabran je 1978. za asistenta, 1997. za docenta, 2000. godine za izvanrednog, 2003. za redovitog profesora i 2008. za redovitog profesora u trajnom zvanju. Pročelnik Zavoda za kartografiju Geodetskog fakulteta bio je 1999/2000, prodekan za nastavu Geodetskog fakulteta 2003–05 i 2007-2011., a trenutno je pročelnik Katedre za geoinformacije. Predaje Multimedijsku kartografiju, Kartografiju i GIS, Transformacije u kartografiji i Povijest geodezije. Prema novom nastavnom planu preddiplomskog studija predaje Rukovanje geoinformacijama i Kartografske projekcije, a na diplomskom studiju Sustav znanstvenih informacija i Multimedijsku kartografiju. Gostujući je profesor na Arhitektonskom fakultetu Sveučilišta u Zagrebu, Geografskom i Geološkom odsjeku PMF-a u Zagrebu, te Odjelu za geografiju Sveučilišta u Zadru. Godine 2002. izabran je za izvanrednog i 2005. za redovitog profesora na Građevinskom fakultetu Univerziteta u Sarajevu. Predaje na poslijediplomskim studijima zagrebačkog Geodetskog fakulteta, na Odjelu za Geografiju Sveučiliša u Zadru i Odjelu za geodeziju Građevinskog fakulteta u Sarajevu. Izrazito se zalaže za uvođenje studenata u znanstvenoistraživački rad, pa je osim pomaganja pri izradi diplomskih i seminarskih radova uspješno vodio dvadesetak studenata koji su dobili Rektorovu nagradu ili Nagradu dekana. Bio je mentor na 30-ak diplomskih radova, šest magistarskih radova i tri doktorske disertacije.

### Doprinosi
U znanstvenom i stručnom radu bavi se primjenom matematike i računalnih znanosti u geodeziji i kartografiji. Posebno se može istaknuti njegov računalni sustav "Kartomatika" za uklanjanje deformacija s crteža, planova ili karata. Surađivao je u radu znanstvenih tema Suvremeni pristup matematici i geodetska literatura, Matematički modeli i strukture u geodeziji, na znanstvenim projektima Kartografija i geoinformacijski sustavi, Hrvatska kartografija – znanstvene osnove te na znanstveno-stručnim projektima Hrvatski geodetski rječnik i Hrvatski kartografi. Bio je voditelj projekata Državna granica Republike Hrvatske na moru, Crtež u znanosti, Prijedlog službenih kartografskih projekcija Republike Hrvatske, Kartografija i nove tehnologije i dr. Voditelj je znanstvenog projekta Kartografija Jadrana i hrvatsko-mađarskog projekta Najstariji hrvatski geodetski udžbenik. Sudjelovao je na stotinjak znanstveno-stručnih skupova i objavio više od 550 članaka u časopisima i zbornicima znanstveno-stručnih skupova. Redoviti je član Akademije tehničkih znanosti Hrvatske, i njezin glavni tajnik od 2003. do 2005. Član je Hrvatske komore arhitekata i inženjera u graditeljstvu. Član je nekoliko međunarodnih i domaćih strukovnih društava. Prvi je predsjednik (2001–2005) Hrvatskoga kartografskog društva i urednik časopisa Kartografija i geoinformacije.

## Djela
- A New Direct Solution of the Transformation Problem of Cartesian into Ellipsoidal Coordinates. Presented at the First International Geoid Commission Symposium, Milano, 11-13. 6. 1990. Published in: Rapp, R. and Sansò, F. (Eds.): Determination of the Geoid, Present and Future. Springer Verlag, Proceedings from the International Association of Geodesy Symposia, 1991, Vol. 106, 395-404.
- Suvremeni pristup kartografskim projekcijama, magistarski rad. Geodetski fakultet Sveučilišta u Zagrebu, Zagreb 1991.
- Conical, Cylindrical and Plane Perspectives of the Earth. Proceedings of the 5th International Conference on Engineering Computer Graphics and Descriptive Geometry, Melbourne 1992, Vol. 1, 76-80.
- Kartomatika - kompjutorski sistem za uklanjanje deformacija s crteža, planova ili karata, 5. međunarodni skup o razvoju i primjeni kompjutorskih sustava - arhitektura, GIS, mediji, dizajn, CAD Forum '94, CAD sekcija Udruženja hrvatskih arhitekata, Zagreb, 1994, Zbornik radova, HR-GIS 14-19.
- Preslikavanja u teoriji kartografskih projekcija, disertacija. Sveučilište u Zagrebu, Geodetski fakultet, 1996.
- Crtež u znanosti, Drawing in Science (urednik). Sveučilište u Zagrebu, Geodetski fakultet, Zagreb 1998.
- Državna granica Republike Hrvatske na moru. Republika Hrvatska, Državna geodetska uprava, Sveučilište u Zagrebu, Geodetski fakultet, Zagreb 1998.
- Prijedlog službenih kartografskih projekcija Republike Hrvatske. Državna geodetska uprava, Sveučilište u Zagrebu, Geodetski fakultet, Zagreb 2000.
- Atlas svijeta za 21. stoljeće (urednik hrvatskog izdanja). Naklada Fran, Zagreb 2003.
- Pet stoljeća geografskih i pomorskih karata Hrvatske / Five Centuries of Map and Charts of Croatia (urednici: D. Novak, M. Lapaine i D. Mlinarić). Školska knjiga, Zagreb 2005.
- Geodetsko-geoinformatički rječnik (koautor N. Frančula). Državna geodetska uprava, Zagreb, 2008.

## Vanjske poveznice
- Lapaine, Miljenko Hrvatska tehnička enciklopedija, portal hrvatske tehničke baštine. LZMK